# 힘 (국제 관계)
힘 (국제 관계)는 오늘날 논문에서는 국가의 힘(대개는 “국력” 또는 “권력”이라 부른다)이라는 용어가 일반적으로 군사력과 경제력 둘 다를 가리킨다고 말한다. 이러한 국가는 국제적 체계에서 힘의 크기를 뜻하는 말로서, 비록 공통으로 받아들일 힘이 강한 국가라고 정의할 만한 어떠한 표준도 없기는 하지만, 중간국(middle power), 지역 강국, 강대국(great power(s), 복수로 열강), 초강대국(superpower), 극초강대국(極超強大國, hyperpower)이라고 일컫는다.
국가가 아닌 존재는 또한 국제 관계에서 힘을 손에 넣고 휘두를 수 있다. 그런 존재는 다변적 국제 기구나 군사 동맹 기구(예를 들면 북대서양 조약 기구(NATO)), 다국적 기업, 비정부 기구(NGO) 또는 로마 가톨릭교회나 한자 동맹과 같은 다른 기관을 포함한다.

## 목표로서 힘
국제 관계에서 목표로서 “힘”의 첫째 사용법은 니콜로 마키아벨리나 한스 모건소와 같은 정치 이론가와 관련이 있다. 특히 전통적인 현실주의 사상가 사이에서는 힘은 인류와 국가가 본디부터 가지고 있던 목표이다. 경제 성장, 군비 증가, 문화 전파 들은 모두 국제적인 힘의 궁극적인 목표를 지향하여 노력한다고 여길 수 있다.

## 영향으로서 힘
정치학자는 국제 관계 안에 있는 다른 관계자에게 영향력을 행사하는 관계자의 기량이라는 뜻으로서 “힘”이라는 말을 주로 사용한다. 이 영향은 강제하거나 관심을 끌거나 협력하거나 경쟁하게 할 수 있다. 영향력의 작동 원리는 위협이나 폭력의 사용, 경제적 상호 작용이나 압박, 외교 및 문화 교류를 포함할 수 있다.

### 세력권과 영향권, 동맹
특정 상황 아래 국가는 세력권(sphere of influence) 또는 국가가 영향력을 현저하게 행사할 수 있는 권역(bloc)을 조직할 수 있다. 역사적인 보기로는 유럽의 협조(Concert of Europe) 협정에서 승인을 받은 세력권이나 얄타 회담(Yalta Conference) 이후 냉전 기간에 이루어진 세력권의 승인을 들 수 있다. “자유 세계”의 바르샤바 조약 기구나 비동맹 운동은 냉전의 영향으로 말미암아 생겨났다. 북대서양 조약 기구과 바르샤바 조약 기구와 같은 군사 동맹은 영향력을 발휘하는 다른 모임이다.

## 안전 보장으로서 힘
그것의 안전 보호에 성공한 배우, 반복하는 뜻깊은 도전에서 군주 또는 중요한 관심사는 또한 강력한 것과 같이 기술될 수 있다. “힘”은 또한 국가나 관계자가 국제 체계에서 그들의 국가를 위한 군사적 승리 또는 안전을 이루어 왔음을 묘사하는 데에 쓰인다. 이 일반적 쓰임은 역사가나 유명한 작가의 기록에서 대부분 공통으로 나타난다. 예를 들면 다른 나라에 적대하는 군사 행동에서 일련한 전투의 승리를 이루어 온 국가는 힘(=국력)이 강력하다고 묘사될 수 있다. 중대하거나 되풀이되는 도전으로부터 그 안전 또는 주권이나 전략적 이익을 지키는 데 성공해 온 관계자는 또한 힘(정치력이나 외교력)이 강력하다고 묘사될 수 있다.

## 역량으로서 힘
“힘”은 또한 국가의 자원과 역량을 묘사하는 데에 쓰이기도 한다. 이 정의는 양에 대한 경우와 가장 많은 경우로서 지정학자와 군부에 의해 쓰이는 경우이다. 역량은 실체적인 용어로 여겨지기도 하는데, 이 용어는 측정할 수 있고, 검량할 수 있으며, 양으로 나타낼 수 있는 자산임을 뜻한다. 토머스 홉스는 힘에 대해 “미래에 얻을 수 있는 현재의 몇 가지 수단은 명백한 이익”이라고 말했다. 강성 권력은 잠재력으로서 다룰 수 있고 국제 무대에서는 자주 강요되지 않는다.
중국 전략가들은 종합국력(綜合國力, comprehensive national power, 중국어 간체: 总合国力)이라는 지수로서 양적으로 측정될 수 있는 국력의 개념을 가지고 있다.

## 국제 관계에서의 힘(국력)의 분류
오늘날 지정학적 관점에서 다양한 형태의 힘(국력)을 정의하는 데에는 다음과 같은 여러 용어가 쓰인다.
- 극초강대국(極超強大國, hyperpower) : 초강대국을 능가하는 나라로서 냉전 후의 미국을 설명하기 위해 만들어낸 용어이며, 또한 과거에 존재했던 대영 제국을 가리킬 때에도 쓰인다. 극초강대국은 일극 체제(unipolar system)에서 유일한 초강대국을 설명하는 데 쓰이는 용어이다.
- 초강대국(超強大國, superpower) : 미국과 소련을 가리킬 때 쓰이던 용어이며, 과거에 존재하던 대영 제국을 가리킬 때에도 쓰였다. 초강대국은 일극 체제 또는 양극 체제(bipolar system)에서 극이 되는 나라를 설명하는 용어이다.
- 강대국(強大國, great power(s)) : 정치력이 강하고, 군사적 경제적 영향력이 이웃하는 다른 나라는 물론 전 세계에까지 퍼져 나가는 나라를 말한다.
- 지역 강국(地域強國, Regional power) : 한정된 지역에서 영향력과 힘을 행사하는 나라를 설명하는 데에 쓰이는 용어이다. 지역 강국의 존재는 위에서 분류한 바와 상호 배타적이지 않다. 따라서 초강대국이나 강대국은 기본적으로 지역 강국이다. 지역 강자, 지역 맹주, 지역 세력이라고도 부른다.
- 중간국(中間國, Middle power) : 중간국은 강대국이나 지역 강국처럼 강력한 영향력은 없으나 그에 가까운 국제적 영향력을 가지고 있는 나라를 설명하는 용어이다. 중견국, 중견 국가라고 부르기도 하는 중간국에 대한 명확한 정의는 없으며, 중재와 중개 기능을 강조하여 중개국(仲介國, nation as an arbitrator)이라고도 부르기도 한다.

### 다른 분류
- 에너지 초강대국(Energy superpower) : 세계 에너지 공급의 막대한 영향을 끼치거나 심지어 직접 제어기도 하는 나라를 설명하는 용어이다. 러시아와 사우디아라비아는 현재 세계 에너지 초강대국으로서 일반적으로 인정을 받고 있다. 세계적으로 영향을 주거나 또는 특정 국가에 대한 가격을 직접 제어할 수 있는 이 능력이 그들에게 주어졌다고 가정하면, 러시아는 관련한 이웃 나라에 대한 천연 가스 가격을 제어하는 초강대국으로 인정을 받고 있다.

## 힘(국력)의 요소
국력의 제반 요소 (Elements of national power)은 국가를 위해 사용할 수 있는 모든 수단이다.
- 자연 환경: 자연 환경은 위치, 지리, 기후, 식생, 국토면적 등으로 구성되며, 국력에 많은 영향을 준다. 바다와의 접근성으로 해양국가와 대륙국가로 갈리고 특히 섬나라의 독특한 문화적 환경에 일조한다. 또한 지정학적 위치는 군사적인 안전, 외세의 침략과 해당국가의 진출 가능성등에 큰 영향을 준다. 이러한 분야를 연구하는 학문이 지정학이다.
- 인구: 인구는 그 나라의 국토와 관련된 군사 경제 기술 등 거의 모든 분야에 영향을 준다. 역사적으로도 인구 증감은 국력 증감과 상관 관계가 있다. 또한 인구의 연령 구성과 교육수준도 중요하며, 인구의 민족적 구성과 관련하여 민족간의 조화와 화합의 여부도 국력에 영향을 준다.
- 군사력: 군사력은 역사적으로 국력의 중요한 요소였으나 경제력, 인구, 자연환경의 영향을 크게 받는다. 특히 오늘날에는 군사력으로 국력을 유지하기 보다는 경제력이 강한 국가가 강한 군사력을 유지하는 현상이 두드러지고 있다.
- 경제력: 경제력은 국부로서 중요한 요소이지만, 자본주의 경제에서는 국가가 직접 국민경제를 운영하지 않으므로 정부가 실질적으로 직접 사용할 수 있는 힘은 아니다. 그러나 경제력은 국민의 생활 수준, 교육수준, 인구 부양 능력, 군사력에 직간접적으로 연관되므로 무시할 수 없는 요소이다.
- 기술력: 기술력은 그 나라의 과학 혹은 기술 능력을 말하며 경제발전과 군사력에 불가결한 요소이다. 기술력은 대체적으로 그 나라의 교육수준과 연관이 있으며, 일견 경제력의 일부로 볼 수도 있지만, 현대 국가에서 기업의 해외진출은 허용하지만 기술 유출은 허용하지 않는다든지 국가수준의 연구소에서 개발되는 기술, 우주 기술등 국가 독점 기술 등을 고려하면 경제력과 분리해서 보는 것도 타당하다.

## 같이 보기
- 힘의 균형 (국제 관계)(en:Balance of power (international relations))
  - 극 (국제 관계)
- 국력
  - 하드 파워
  - 소프트 파워
  - 스마트 파워